# Wrocław Zachodni
Wrocław Zachodni – stacja kolejowa we Wrocławiu, przy ul. Avicenny na osiedlu Muchobór Wielki, powstała na linii prowadzącej przez Jaworzynę Śląską, Wałbrzych i Jelenią Górę do Görlitz. Według klasyfikacji PKP ma kategorię dworca aglomeracyjnego. Na stacji zatrzymują się tylko pociągi osobowe.
Od stacji odchodzi łącznik do stacji towarowej Wrocław Gądów, bocznica do Dolnośląskiego Centrum Hurtu Rolno-Spożywczego, która dawniej była łącznikiem ze stacją Wrocław Klecina oraz bocznica do portu lotniczego Wrocław-Strachowice.

## Ruch pasażerski
| Rok  | Wymiana pasażerska na dobę |
| ---- | -------------------------- |
| 2017 | 700-999                    |
| 2022 | 200-299                    |

## Historia
Dworzec znajduje się na osiedlu Muchobór Wielki i przez długi okres nosił też taką nazwę. Budynek dworca nieznanego autora powstał w latach 50. lub 60. XIX wieku jako niewielki murowany i tynkowany, jednopiętrowy, nakryty dachem czterospadowym. Centralnie rozplanowany hol łączy się po bokach z kasami i dawną przechowalnią bagażu, a na jego osi znajduje się usytuowana poczekalnia z wyjściem na perony. Osobna klatka schodowa prowadzi do mieszkania służbowego, natomiast w niskiej przybudówce mieściła się nastawnia. Około roku 1910 dworzec został przebudowany do obecnej postaci.
Należy nadmienić, że na przestrzeni kilkudziesięciu lat nazwę Muchobór nosiły trzy stacje (obecnie jest to stacja na Muchoborze Małym). Z kolei nazwę Wrocław Zachodni od 1911 roku nosił dworzec towarowy dawnego Dworca Dolnośląsko-Marchijskiego.
W dniu 24 stycznia 1969 roku w okolicy dworca Wrocław Zachodni samolot An-24 Polskich Linii Lotniczych podczas podchodzenia do lądowania we mgle nadmiernie obniżył lot, zahaczając i zrywając przewody trakcji kolejowej na linii Wrocław-Wałbrzych (Katastrofa lotu PLL LOT 149).

## Galeria

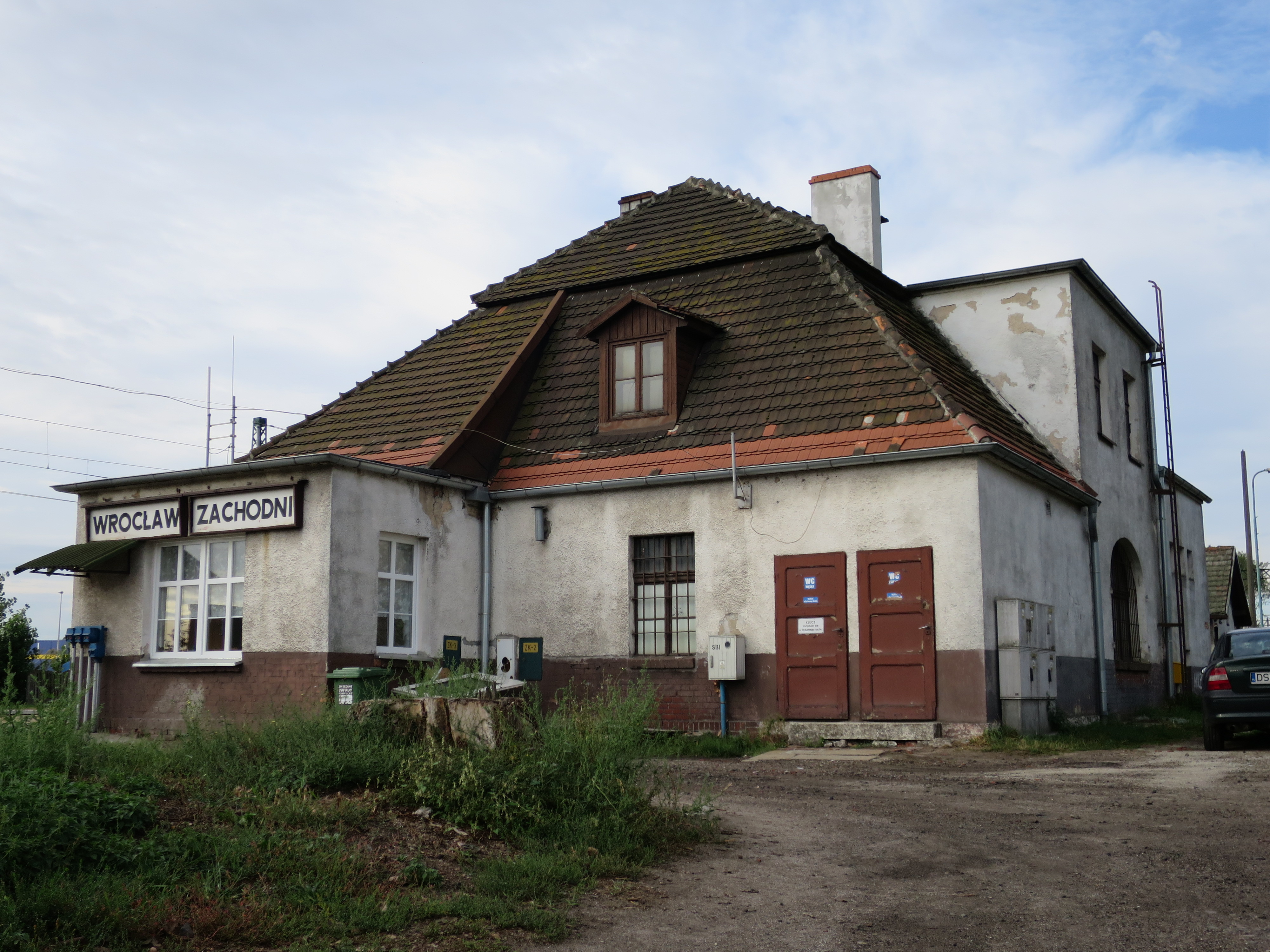
Dojazd od miasta
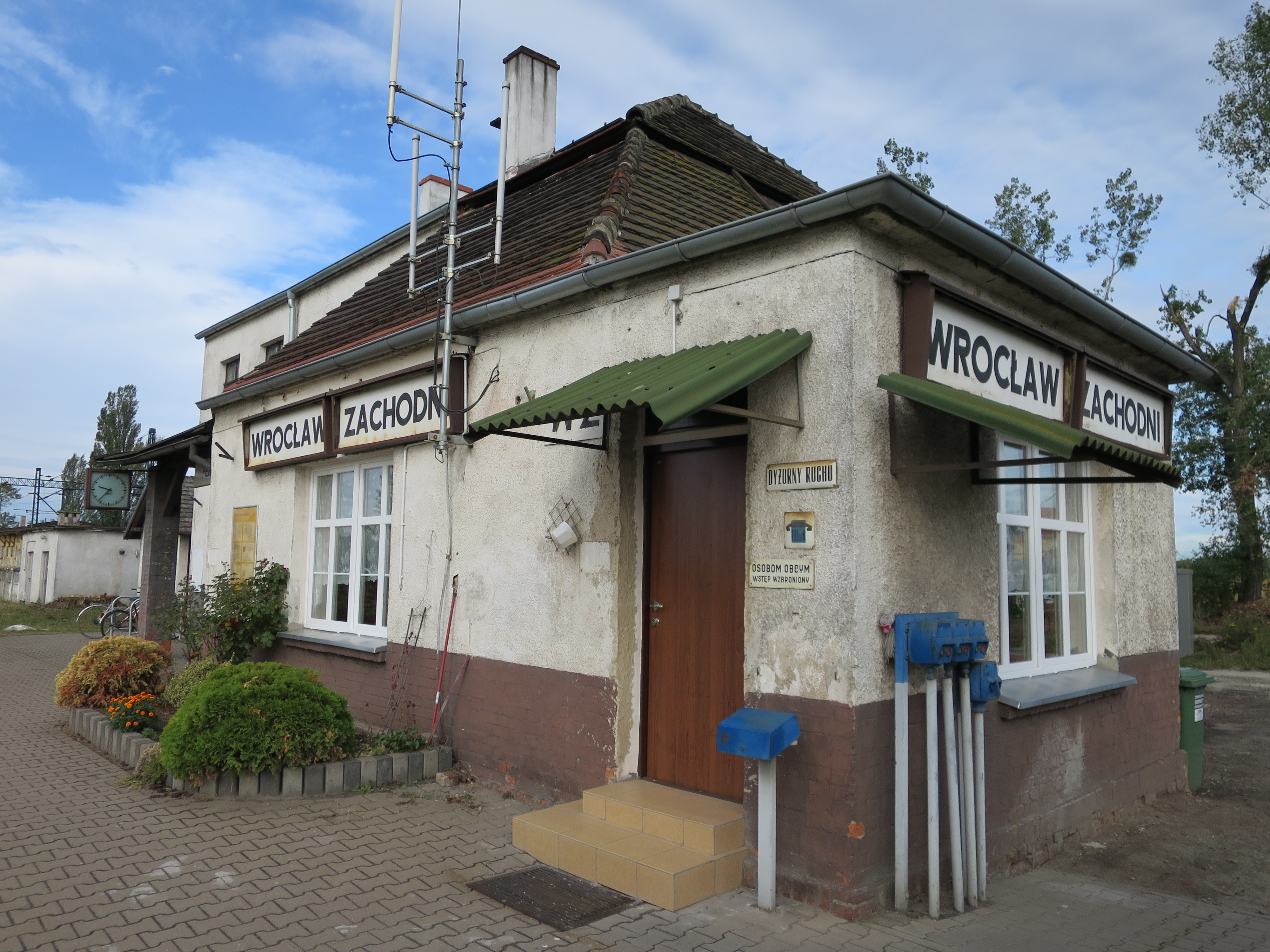
Pomieszczenie dyżurnego ruchu
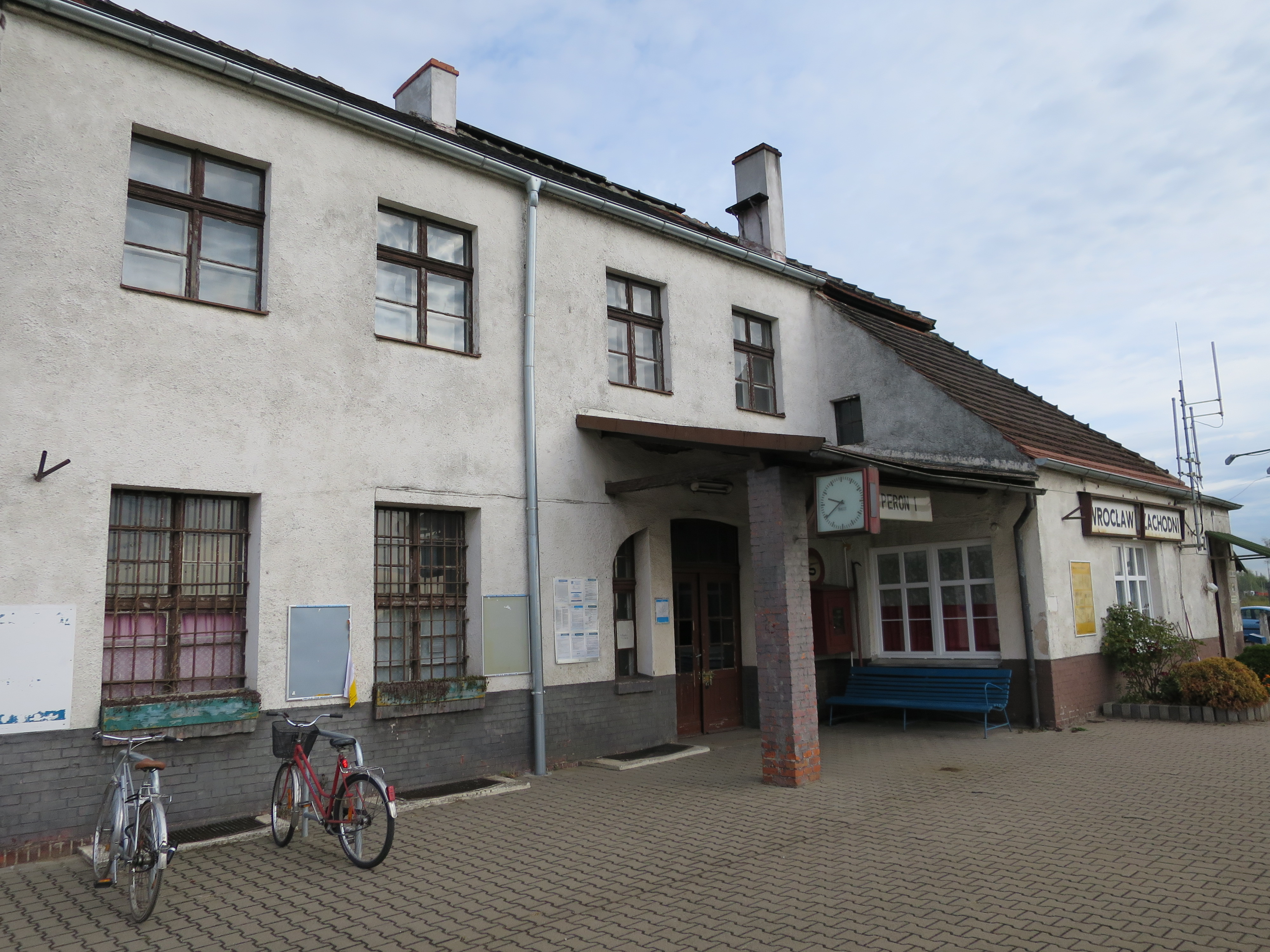
Dworzec od strony peronów
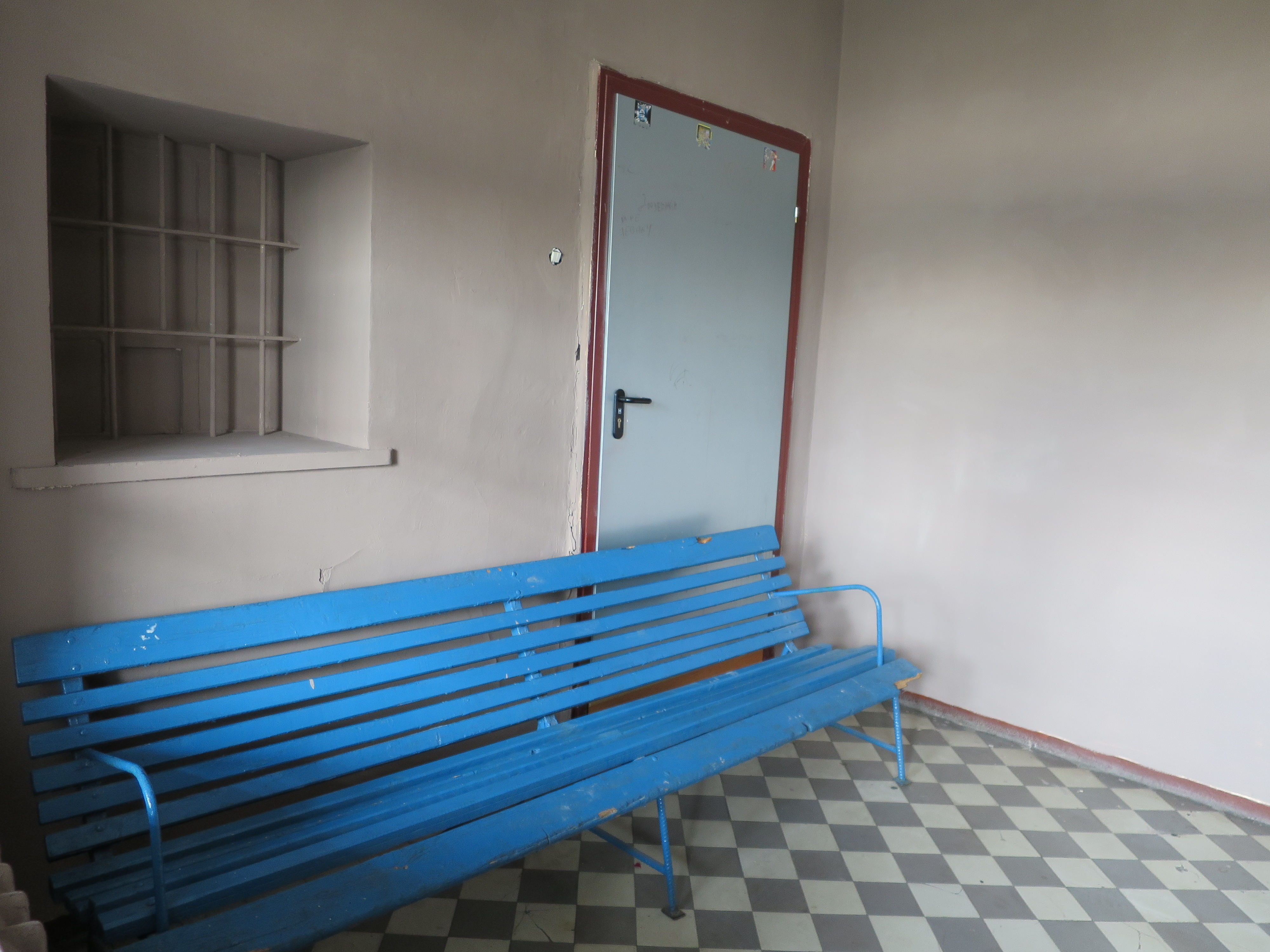
Dawna kasa i poczekania